# Esporte Clube Rio Verde
Esporte Clube Rio Verde é um clube brasileiro de futebol, sediado na cidade de Rio Verde com 238.025 habitantes, no estado de Goiás, fundado em 22 de Agosto de 1963. 
O Esporte Clube Rio Verde é o maior campeão da segunda divisão do Campeonato Goiano de futebol, com 6 títulos.1969, 1982, 1989, 1993, 2011 e 2016  Em 2024 Conquista pela primeira vez o Campeonato Goiano Terceira Divisão

## História
O Rio Verde sempre foi um clube bastante competitivo, em 1995 o verdão chegou às semifinais, quando caiu diante do forte Vila Nova de Goiânia, mesmo ano que encerrou suas atividades. Voltando a jogar no ano de 2001 pela segunda Divisão do campeonato goiano, o clube esteve próximo do acesso, porém terminou a competição na Terceira colocação, uma vez que subiram os dois primeiros colocados.[carece de fontes?]
No ano de 2003 o Esporte Clube Rio Verde participa da Segunda Divisão do Campeonato Goiano de 2003, terminando em quinto lugar.[carece de fontes?] As atividades do clube são novamente suspensas, ficando de 2004 a 2008 paralisadas.[carece de fontes?]
No ano de 2009 pela Terceira Divisão do campeonato goiano, o clube esteve próximo do acesso, porém terminou a competição na Terceira colocação, uma vez que subiram os dois primeiros colocados. 
Em 2010 foi vice-campeão da Terceira Divisão Goiana.
No ano de 2011 o Rio Verde sagra-se Campeão da Segunda Divisão do Campeonato Goiano pela quinta vez.
Em 2012, com uma campanha regular na primeira fase e uma recuperação incrível na segunda do Goianão Chevrolet 2012, a equipe manteve-se entre os 8 melhores, permanecendo na 7ª colocação, obtendo 5 vitórias, 4 empates e 9 derrotas, dos 18 jogos disputados na primeira fase.
Em 2013, entra como favorito pela classificação à segunda fase do Campeonato Goiano de Futebol de 2013.[carece de fontes?]
Em 2016 foi campeão da Segunda Divisão do Campeonato Goiano pela sexta vez.
Em 2018 foi rebaixado no Campeonato Goiano.
Em 2020 a Campanha na Série B foi desastrosa, foi rebaixado e punido por 2 anos e multado em 1.437 reais e também 50 mil reais por causa de W.O contra a Jataiense.
Em julho de 2024, o clube anunciou seu retorno às atividades profissionais após 4 anos de paralisação.

## Títulos

### Futebol
| Estaduais | Estaduais                             | Estaduais | Estaduais                           |
|           | Competição                            | Títulos   | Temporadas                          |
| --------- | ------------------------------------- | --------- | ----------------------------------- |
|           | Campeonato Goiano - Divisão de Acesso | 6         | 1969, 1982, 1989, 1993, 2011 e 2016 |
|           | Campeonato Goiano - Terceira Divisão  | 1         | 2024                                |
|           | Torneio Incentivo                     | 1         | 1976                                |

### Futsal
- Liga Centro-Oeste: 2009
- Campeonato Goiano: 2000, 2001, 2002, 2003, 2007 e 2009
- Liga Sudoeste: 2009
- Torneio Rio Verde: 2008

### Handebol
- Campeonato Goiano: 2011, 2012 e 2013
- Copa Goias: 2013
- Copa Anápolis: 2012 e 2013
- Liga Nacional: 2012
- Título de melhor técnico 2013: Prof º Eguilar Rodrigues

## Estatísticas

### Participações
|  | Participações em 2025 |

| Competição | Competição        | Temporadas | Melhor campanha     | Estreia | Última | P | R |
| Goiás      | Campeonato Goiano | 20         | 4º colocado (1995)  | 1975    | 2018   |   | 6 |
| Goiás      | 2ª Divisão        | 16         | Campeão (6 vezes)   | 1967    | 2025   | 5 | 1 |
| Goiás      | 3ª Divisão        | 3          | Campeão (2024)      | 2009    | 2024   | 2 |   |
| Brasil     | Série C           | 1          | 89º colocado (1995) | 1995    | 1995   | – | – |

## Rivalidade
Seu maior rival é a Rioverdense, são a equipes mais tradicionais da cidade de Rio Verde e as únicas que disputaram o goianão da primeira divisão e brasileiro da série C. A Rioverdense possui a segunda maior torcida da Grande Rio Verde, sendo superada apenas pelo Verdão do Sudoeste.[carece de fontes?]
Fora da cidade seus maiores rivais são o Santa Helena Esporte Clube[carece de fontes?] e o Itumbiara Esporte Clube com quem faz o Clássico das Multidões.

## Elenco 2024
Fonte: FGF
CBF